# Frei Gabriel de Frazzanò

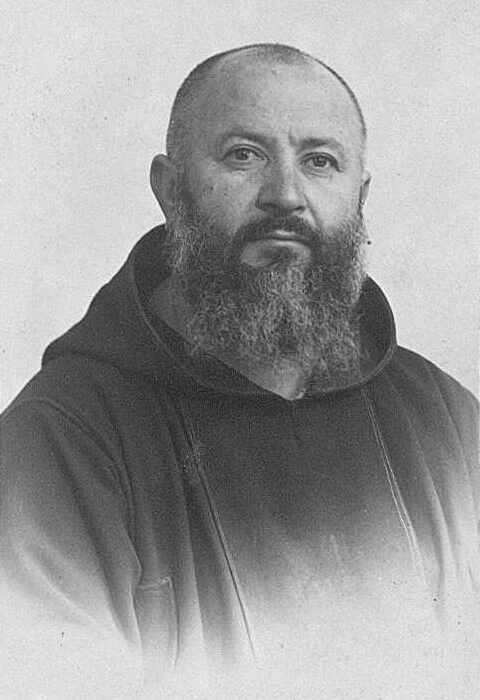
Retrato do frei Gabriel de Frazzanò (Antonino Marchi) em 1954.

Frei Gabriel de Frazzanò, nome religioso de Antonino Machi (Frazzanò, 25 de fevereiro de 1907 – Frutal, 17 de abril de 1973), foi um frade capuchinho italiano radicado no Brasil. Atuou em Minas Gerais e foi conhecido por suas suas obras sociais. 
Nasceu na Sicília e foi batizado com o nome de Antonino Machi, filho de Salvatore Machi e Maria Papa. Logo cedo perdeu seus pais, tendo sido acolhido num orfanato, onde sentiu o chamado para a religiosidade. Aos seus quinze anos entrou para o postulando capuchinho e no ano seguinte entrou para o noviciado. Sentiu o chamado para a vida Missionaria, e logo partiu para as Missões Capuchinhas no estado de Minas Gerais.
Depois de uma longa viagem, chegou no porto de Santos e partiu para Frutal, no entanto ficou pouco em Frutal e foi para a cidade de Carmo do Paranaíba. Em Carmo ficou conhecido por ter ajudado na construção de uma nova Igreja. Depois Frei Gabriel foi enviado para Uberaba, onde ajudou no término da construção da Igreja de São Judas e São José, além de ajudar nas funções da Paróquia de Santa Teresinha do menino Jesus. 
Frei Gabriel ficou bem conhecido em sua Segunda estadia em Frutal, onde fundou o Asilo Pio XII e no Hospital "São Francisco de Assis".
Em 2020 a Arquidiocese de Uberaba deu inicio ao seu processo de beatificação.